# Cantón de Mesvres
El cantón de Mesvres era una división administrativa francesa, que estaba situada en el departamento de Saona y Loira y la región de Borgoña.

## Composición
El cantón estaba formado por doce comunas:
- Brion
- Broye
- Charbonnat
- Dettey
- La Boulaye
- La Chapelle-sous-Uchon
- Laizy
- La Tagnière
- Mesvres
- Saint-Eugène
- Saint-Nizier-sur-Arroux
- Uchon

## Supresión del cantón de Mesvres
En aplicación del Decreto nº 2014-182 de 18 de febrero de 2014, el cantón de Mesvres fue suprimido el 22 de marzo de 2015 y sus 12 comunas pasaron a formar parte del nuevo cantón de Autun-2.